# Zagadnienia Filozoficzne w Nauce
Zagadnienia Filozoficzne w Nauce – półrocznik wydawany przez Centrum Kopernika Badań Interdyscyplinarnych (wcześniej Ośrodek Badań Interdyscyplinarnych) oraz Copernicus Center Press; redagowany jest na Wydziale Filozoficznym Uniwersytetu Papieskiego im. Jana Pawła II w Krakowie.  
Pismo poświęcone jest analizie problemów filozoficznych uwikłanych w nauki przyrodnicze. Związane jest z programem badań określanym jako „filozofia w nauce”, który nawiązuje do tradycji krakowskiej filozofii przyrody sięgającej swymi korzeniami XIX wieku. Oprócz prac autorów krakowskich pismo publikuje również teksty autorów z innych ośrodków, także zagranicznych. Pismo publikuje recenzje, a także informacje na temat zjazdów, sympozjów, dyskusji i innych wydarzeń. Pismo nawiązało również współpracę z Komisją Filozofii Nauk Polskiej Akademii Umiejętności, dzięki czemu na łamach czasopisma publikowane są prace tejże Komisji. 
Pismo powstało jako periodyk Konwersatoriów Interdyscyplinarnych organizowanych przez Instytut Filozofii Papieskiego Wydziału Teologicznego w Krakowie. Założone zostało przez Michała Hellera (red. naczelny do 2015 r.) oraz Józefa Życińskiego. Pierwszy numer – wydany poza oficjalnym obiegiem wydawniczym – opublikowany został w roku akademickim 1978/1979. Po powstaniu w 1981 r. Papieskiej Akademii Teologicznej w Krakowie pismo związało się z Wydziałem Filozoficznym tej uczelni oraz z Ośrodkiem Badań Interdyscyplinarnych. Po utworzeniu Centrum Kopernika Badań Interdyscyplinarnych – rozwijającego działalność Ośrodka – instytucja ta przejęła wydawanie czasopisma. Więcej na temat historii ZFN na oficjalnej stronie.
Od 2014 r. na łamach czasopisma publikowane są prace Komisji Filozofii Nauk PAU (komisja powstała z połączenia Komisji „Fides et Ratio” PAU oraz Komisji Filozofii Nauk Przyrodniczych PAU. Prace zamieszczane są w numerach specjalnych czasopisma albo w osobnym dziale „Z prac Komisji Filozofii Nauk PAU”.
Od roku 2015 redaktorem naczelnym pisma jest dr hab. Paweł Polak, redaktorem honorowym ks. prof. dr hab. Michał Heller, a sekretarzem redakcji dr Piotr Urbańczyk.
Czasopismo wydawane jest w wersji drukowanej i internetowej (otwarty dostęp).